# Paracalicha psittacata
Paracalicha psittacata là một loài bướm đêm trong họ Geometridae.